# Pârâul dintre Stâne
Pârâul dintre Stâne este un curs de apă, afluent de stânga al râului Urlieșu, care este afluent al râului Sebeș, afluent al Mureșului. 

## Generalități
Pârâul dintre Stâne nu are afluenți semnificativi.

## Hărți
- Harta Județul Sibiu
- Harta Munții Lotrului  Arhivat în 6 mai 2008, la Wayback Machine.
- Harta Munții Cibin  Arhivat în 30 martie 2010, la Wayback Machine.
- Harta Munții Cindrelului [nefuncțională – arhivă]